# 木村浪漫
木村 浪漫（きむら ろまん、1984年 - ）は、日本のSF作家。

## 経歴・人物
東京農業大学農学部卒。理科教員として7年間勤務。小説家である冲方丁に師事する。2015年、冲方塾小説大賞を受賞。2019年、第二回冲方塾塩澤賞受賞。

## 作品リスト

### 単行本
- 『イエロー・ジャケット／アイスクリーム』（早川書房、2024年4月）ISBN 978-4-15-210323-9

### アンソロジー収録作品
「」内が木村の作品
- 『マルドゥック・ストーリーズ : 公式二次創作集』（ハヤカワ文庫JA、2016年9月） - 「Ignite」
  - 初出:『S-Fマガジン』2016年2月号

### 単行本未収録作品
エッセイ
- 「偏愛体質」 - 『小説すばる』2024年9月号